# Vagrinec
Vagrinec est un village de Slovaquie situé dans la région de Prešov.

## Histoire
Première mention écrite du village en 1548.

## Démographie

### Évolution de la population
| Année:               | 1994. | 2004.   | 2014.   | 2024.   |
| -------------------- | ----- | ------- | ------- | ------- |
| Nombre de personnes: | 131   | 127     | 126     | 118     |
| Différence:          |       | -3,05 % | -0,78 % | -6,34 % |

| Année:               | 2023. | 2024.   |
| -------------------- | ----- | ------- |
| Nombre de personnes: | 113   | 118     |
| Différence:          |       | +4,42 % |